# Південносибірські гори
Південносибірські гори (рос. Южно-Сибирские горы) — одна з найбільших гірських систем Російської Федерації. Загальна площа системи гірських хребтів становить понад 1,5 млн км². Південносибірські гори розташовані у Сибірському і Далекосхідному федеральних округах Росії, а також частково у Монголії.

## Географія
Система має склад з низки пасом, вирівняних у напрямку схід-захід, що простягаються майже на 3000 км. Частина з них розташована біля кордону з Монголією та Китаєм, а інші піднімаються на північ. На півдні Південносибірські хребти зливаються з Монгольськими й Китайськими гірськими пасмами і плато. На заході лежить Джунгарський басейн, а на сході — Монгольське плато. На півночі Південносибірські гори зливаються із Західносибірською низовиною і Середньосибірським плоскогір'ям. На південному сході Байкальський хребет відокремлено від Східного Саяну Байкальською рифтовою зоною і Тункинською западиною. На північний схід від його східного краю Південносибірська гірська система зливається зі Східносибірськими горами.
Геологічно гори системи зазнали процесу омолодження під час альпійського орогенезу. Землетруси є поширеними по всій території системи.
Через гірський рельєф значні ділянки Південносибірської системи незаселені. Найбільші міста величезного регіону, із заходу на схід: Красноярськ, Ангарськ, Іркутськ, Улан-Уде та Чита.

### Хребти
- Алтайські гори
  - Сайлюгем
- Салаїрський кряж
- Кузнецький Алатау
- Саяни (Західні та Східні)
  - Єргаки[en]
  - Китойські Гольці[en]
- Танну-Ула
- Байкальський хребет
- Хамар-Дабан
- Улан-Бургаси
- Баргузинський хребет
- Яблоновий хребет
- Хребет Черського (Забайкалля)[en]
- Хентей-Даурське нагір'я[en]
  - Хентей (хребет)[en]
  - Чикоконський хребет
  - Становик (хребет)[en]
- Ікатський хребет
- Вітімська височина
- Селенгінська височина[en]
- Станове нагір'я
  - Каларський хребет[en]
  - Удокан (хребет)[en]
  - Кодар[en]
  - Північно-Муйський хребет
  - Південномуйський хребет
- Півночнобайкальська височина[en]
  - Синнир[en]
  - Верхньоангарський хребет[en]
- Патомське нагір'я
- Алданське нагір'я
  - Суннагин
- Становий хребет
- Приморський хребет[en]

## Гідрографія
Деякі з головних річок Сибіру мають витоки у Південносибірській гірській системі, наприклад, Лена, Іртиш, Єнісей, Об. Інші річки району — Аргунь, Том, Шилка, Селенга, Катунь та річка Бія. Велике озеро Байкал є найвідомішим озером регіону. Іншими набагато меншими озерами є Телецьке озеро, озеро Маркаколь, озеро Тоджа, Баунт і Нойон-Холь.